# لونگوال
لونگوال (به انگلیسی: Longowal) یک منطقهٔ مسکونی در هند است که در بخش سنگرور واقع شده‌است. لونگوال ۵۴ کیلومتر مربع مساحت و ۴۲٬۳۴۶ نفر جمعیت دارد.